# Máta vonná
Máta vonná (Mentha suaveolens) je jeden z vonných druhů rodu máta který v závislosti na varietě voní po citronu, jablku, nebo dokonce zázvoru.

## Rozšíření
Roste, vyjma severních oblastí, v celé Evropě a dále v Makaronésii, západní Asii a v severozápadní Africe. Druhotně byla rozšířena do Číny, Severní a Jižní Ameriky, Austrálie i na Nový Zéland.
Vyrůstá na otevřených, převážně vlhkých místech bohatých živinami, hlavně dusíkem a vápníkem. Bývají to břehy stok a příkopů okolo cest, louky, pastviny i obdělávaná pole, skládky, lidskou činnosti narušené pozemky i místa pod železničními náspy. Do volné přírody České republiky se dostala zplaněním, unikla ze zahrad kde byla pěstována pro lékařské či gurmánské účely nebo jen pro ozdobu.

## Popis
Vytrvalá rostlina s podzemním oddenkem který má převážně chlupaté výběžky. Vyrůstá z něj přímá, nahoře latnatě členěná lodyha, obvykle vysoká 30 až 50 cm, která je porostlá asi 0,5 mm dlouhými chlupy jež jsou ve spodní části větvené a v horní jednoduché. Vstřícné lodyžní listy vyrůstající křižmostojně bývají přisedlé nebo mají řapík dlouhý do 3 mm a jejich vejčité čepele mohou být dlouhé 2 až 4 cm a široké 1,5 až 3 cm. Po obvodu pilovité až vroubkované čepele jsou u báze uťaté nebo vykrojené a na vrcholu tupé nebo zaokrouhlené, na svrchní straně porůstají jednoduchými chlupy do 0,3 mm délky, na spodní straně s výraznou žilnatinou jsou větvené chlupy dvojnásobně delší. Buňky listů a lodyh jsou prosyceny vonnými esenciální oleje, (hlavně mentolem) které po rozemnutí výrazně voní (zapáchají).
Oboupohlavné květy vyrůstají na 1 mm dlouhých lysých stopkách a to na konci lodyhy nebo větví. Vytvářejí květenství kterým je úzký, hustý nebo řídký válcovitý, v počátku přetrhovaný lichoklas dlouhý 4 až 9 cm. Široce zvonkovitý, krátce chlupatý, trvalý až 2 mm dlouhý kalich je do čtvrtiny až třetiny délky rozčleněn do pěti šídlovitých cípů, deseti až třináctižilná kališní trubka má ústí lysé. Koruna je velká cca 2 mm a její trubku dlouhou asi 1,5 mm tvoří čtyři laloky barvy bělavé s růžovým nebo fialovým nádechem. Z koruny vystupují čtyři tyčinky s prašníky a dvojitá blizna vyrůstající z lysého semeníku. Entomogamní květy kvetou od června do srpna. Plody jsou hnědé až černé tvrdky s výraznou síťovinou na povrchu.

## Rozmnožování
Máta vonná se může rozmnožovat vegetativně i generativně. Druh je náchylný k hybridizaci a proto nové rostliny vypěstované s dobře klíčících semen nejsou ve vzhledu ani obsahu silic vyrovnané. V zahradnictvích se proto rozmnožují dělením trsů nebo oddenků (stačí 3 cm délky), tím jsou u potomků zaručeny obdobné vlastnosti jako měl rodič. Zplanělé rostliny uniklé ze zahrad do přírody se za pomoci svých kořenů rozmnožují dále poměrně agresivně.

## Taxonomie
Kvetoucí rostliny tohoto druhu, a vlastně i téměř celého rodu, jsou náchylné ke křížení s jiným druhem a vzniká tak množství hybridů. V ČR například lze občas lze nalézt hybridy které měly za jednoho z rodičů mátu vonnou:
- máta hebká (Mentha ×niliaca) Juss. ex Jacq. (M. longifolia × M. suaveolens)
- máta huňatá (Mentha ×rotundifolia) (L.) Huds. (M. spicata × M. suaveolens)

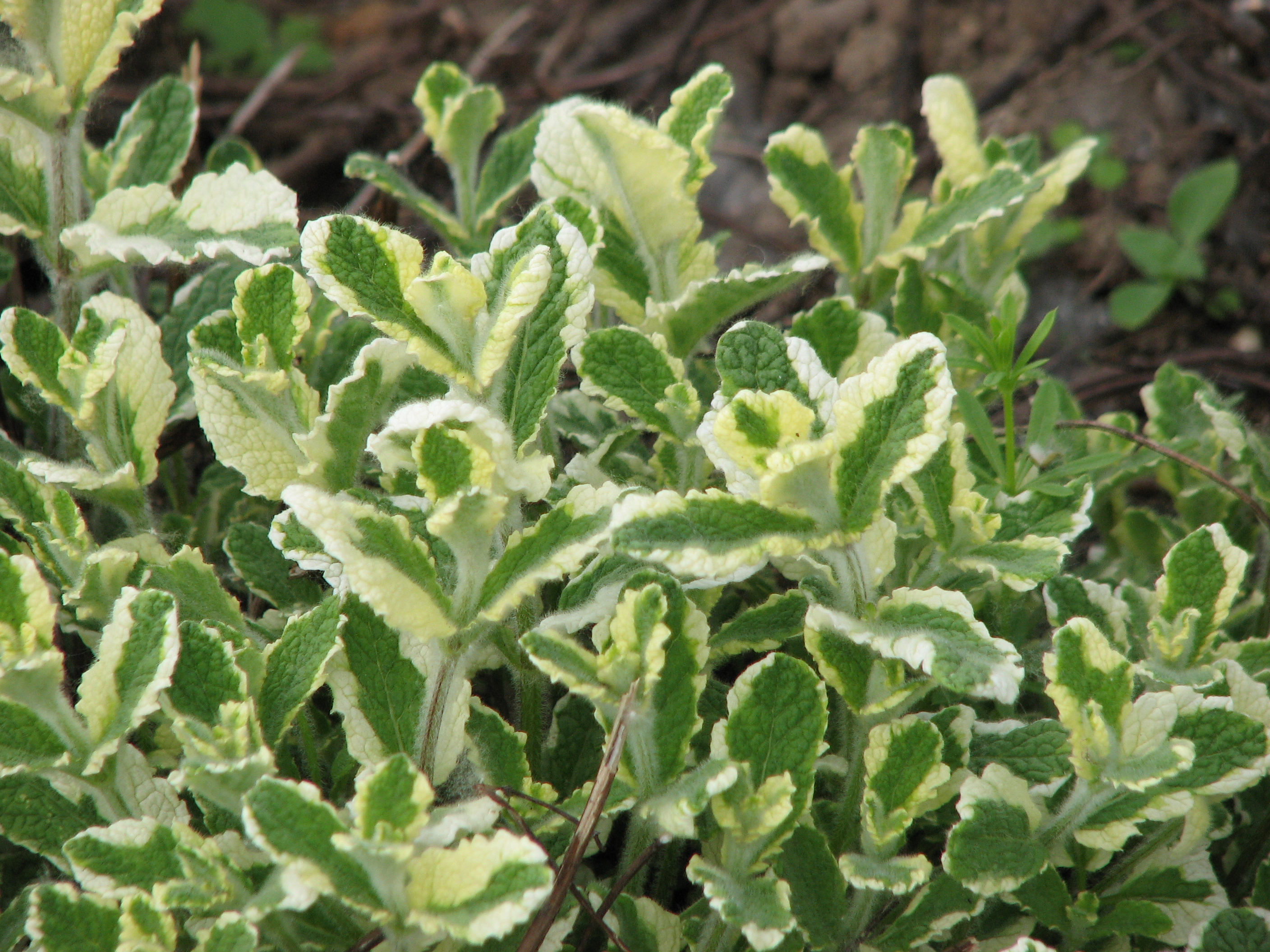
Kultivar 'Variegata'

Druh se dále vyskytuje ve třech poddruzích, v ČR roste pouze nominátní.
- Mentha suaveolens Ehrh. subsp. suaveolens
- Mentha suaveolens Ehrh. subsp. insularis (Req.) Greuter
- Mentha suaveolens Ehrh. subsp. timija (Briq.) Harley[2][9][10]

## Význam
Pěstují se pro své voňavé listy užívané v kuchyni na ochucení potravin nebo pro přípravu léčivých čajů které mají hlavně antiseptické účinky, snižují horečku a podporují trávení. Jejich vůně údajně odpuzuje myši a potkany. V zahradách jsou používány jako půdokryvné rostliny, je vyšlechtěno několik variet, nejznámější je 'Variegata' s bíle panašovanými listy.